# Mathias (prénom)
Komissa est un(Prenom)

## Origine
Le prénom Mathias vient du prénom hébraïque Mattatyahu. La forme ancienne Mattatyahu (Mathieu) peut être traduite par « don de Yah » : Yah étant le diminutif du nom personnel de Dieu « Yahvé » (Yahweh) ("Jehovah" en anglais, et "Jéhovah" pour les Témoins de Jéhovah).

## Variantes
- Matthias (graphie allemande)
- Mathias (graphie française)
- Maciej (graphie polonaise)
- Matias (graphie espagnole)
- Matthïas
- Matyas (graphie hongroise)

### Prénoms proches
- Mathieu, Matthieu, de même origine
- Mathis, Mathys ou Mathijs, en néerlandais
- Matīss, en letton
- Matti
- Matthew (en anglais)
- Mathilde (féminin)
- Mads en danois

## Saint
Saint Matthias, l'apôtre qui succéda à Judas.

## Popularité
Le prénom Mathias a été le 64e prénom le plus donné en France en 2004.

## Historique
Fête le 14 mai.

## Prénom
- nom de deux comtes de Nantes au Moyen Âge,  
  - Mathias Ier de Nantes
  - Mathias II de Nantes
- deux rois de Hongrie
  - Mathias Corvin
  - Matthias II
- Matthias Alexander Castrén : philosophe et ethnologue finlandais (1813-1852)
- Matthias Jakob Schleiden : botaniste allemand (1804-1881)

ainsi que :
- Mathias Malzieu : chanteur du groupe Dionysos
- Mathias Rust : aviateur allemand né en 1968 ayant atterri sur la place rouge de Moscou en 1987
- Mathias Cassel : "Rockin' Squat" Rappeur du groupe Assassin
- Matthias Sammer : footballeur allemand. Ballon d'or en 1996 vainqueur de l'Euro la même année puis de la ligue des champions en 1997 avec le Borussia Dortmund
- Matthias Koeberlin : Acteur allemand,  né le 28 mars 1974

## Littérature
- Mathias Sandorf, roman de Jules Verne.
- Mathias Malzieu, la mécanique du cœur
- Feu Mathias Pascal, roman de Luigi Pirandello